# Kafr Nubl
Kafr Nubl (arab. كفرنبل) – miasto w Syrii, w muhafazie Idlib. W 2004 roku liczyło 15 455 mieszkańców.